# Fabián Estay
Fabián Estay (nom complet : Fabián Raphael Estay Silva), né le 5 octobre 1968, est un footballeur chilien. Il évolue au poste de milieu de terrain. 
Il compte 69 sélections et 5 buts en équipe du Chili avec laquelle il a disputé la Coupe du monde 1998. 

## Clubs
- 1985-1991 : Universidad Católica
- 1991-1993 : FC Saint-Gall[1]
- 1993 : Universidad de Chile
- 1993-1995 : Olympiakos Le Pirée
- 1995-1996 : Colo-Colo
- 1996-1999 : Club Toluca
- 1999-2001 : Club América
- 2001-2003 : CF Atlante
- 2003 : Santos Laguna
- 2004 : CF Acapulco
- 2004-2005 : Club Toluca
- 2005 : América de Cali
- 2006 : CD Palestino